# Formula assolutoria
La formula assolutoria, nell'ordinamento giuridico italiano, è una delle due formule di proscioglimento  con cui il giudice dichiara l'imputato non colpevole in relazione ai fatti oggetto dell'imputazione.
I motivi per cui il giudice utilizza una formula assolutoria possono essere diversi: può mancare la prova della colpevolezza dell'imputato, oppure la prova è risultata insufficiente ad "eliminare ogni ragionevole dubbio" (art. 533, comma 1), oppure è risultata contraddittoria.
In una sentenza con formula assolutoria il giudice ordina la liberazione dell'imputato in stato di custodia cautelare e dichiara la fine di ogni altra misura cautelare personale eventualmente disposta (art. 532, comma 1).

## Le formule

### Assoluzione perché il fatto non sussiste
Il giudice che utilizza questa formula assolutoria giudica che nessuno degli elementi integrativi della fattispecie criminosa contestata risulti provato.
Questa formula prefigura la cosiddetta assoluzione piena.

#### Esempio
Si contesta all'imputato di aver commesso un omicidio e poi dal dibattimento risulta che la presunta vittima è morta per cause naturali.

### Assoluzione perché l'imputato non ha commesso il fatto
Questa formula viene utilizzata dal giudice quando accerta che il fatto di reato è avvenuto, ma non è stato commesso dall'imputato bensì da un'altra persona.
Anche questa formula assolutoria si configura come un'assoluzione piena.

#### Esempio
Riferendoci al precedente esempio, la vittima è stata uccisa (vi è stato un omicidio), ma è stato commesso da una persona diversa dall'imputato.
Queste prime due formule assolutorie, negando il presupposto storico dell'accusa, configurano l'assoluzione più ampia.

### Assoluzione perché il fatto non costituisce reato
Con questa formula, il giudice dichiara che il fatto addebitato all'imputato è stato compiuto proprio da lui, tuttavia il fatto non può essere considerato un illecito penale (da qui il non costituisce reato) perché manca l'elemento soggettivo (dolo, colpa o preterintenzione, si veda l'esempio 1).
Il giudice utilizza questa formula anche nel caso in cui il fatto è stato commesso dall'imputato in presenza di una causa di giustificazione; la presenza di una di queste cause, infatti, elimina l'antigiuridicità del fatto rendendolo lecito (si veda l'esempio 2).

#### Esempi
1. La pubblica accusa chiede la condanna per omicidio dell'imputato, accusato di aver causato un incidente stradale dal quale ne è rimasta uccisa la vittima, ma dal dibattimento risulta che l'imputato non ha potuto far nulla per evitare l'evento (non si ha né dolo, né colpa e nemmeno preterintenzione).
2. Il giudice ritiene provato l'omicidio, ma non condanna l'imputato perché ritiene che abbia agito in una situazione di legittima difesa (è presente la causa di giustificazione).

### Assoluzione perché il fatto non è previsto dalla legge come reato
In questo caso la pronunzia «perché il fatto non è previsto dalla legge come reato» presuppone che il fatto storico ascritto all’imputato non sia munito di sanzione penale, ma sia punito sotto altri profili (in via amministrativa o disciplinare)
Il giudice usa questa formula anche quando il fatto storico era previsto precedentemente come reato, ma la norma di legge a cui si riferiva ha perso efficacia; questo può avvenire quando la Corte Costituzionale dichiara la norma illegittima (vedi l'esempio 2), oppure quando una legge depenalizza certi reati (vedi l'esempio 3).
È un'assoluzione in iure (in punto di diritto).

#### Esempi
1. Durante il dibattimento si discute del reato di danneggiamento (art. 635 c.p.) con colpa, ma il giudice assolve l'imputato perché, secondo l'ordinamento penale, è punito soltanto il reato di danneggiamento caratterizzato dal dolo.
2. La sentenza della Corte Costituzionale n. 126 del 19 aprile 1968 ha dichiarato l'illegittimità costituzionale dell'art. 559 c.p., il quale puniva il reato di adulterio.
3. La legge n. 689 del 24 novembre 1981 ("Modifiche al sistema penale") ha trasformato diversi reati in illeciti amministrativi.

### Assoluzione perché il reato è stato commesso da una persona non imputabile o non punibile per un'altra ragione
Con quest'ultima formula il giudice accerta che il fatto storico è realmente avvenuto, è stato commesso dall'imputato e configura un reato, ma l'imputato non è comunque punibile; quest'ultimo può essere non punibile quando risulta non imputabile (vedi l'esempio 1), oppure quando è coperto da una causa di non punibilità (vedi l'esempio 2), oppure ancora quando risulta penalmente immune (vedi l'esempio 3). Con il d.lgs. 28/2015 è stata introdotta nell'ordinamento la causa di non punibilità per particolare tenuità del fatto, ferma restando per il danneggiato la possibilità di rivolgersi al giudice civile per ottenere la condanna del responsabile al risarcimento dei danni.
È la formula assolutoria più sfavorevole per l'imputato.

#### Esempi
1. L'imputato risulta aver compiuto il fatto quando era minore di 14 anni, oppure è totalmente infermo di mente.
2. Dopo il dibattimento viene provato che l'imputato ha compiuto un furto ai danni della sorella, la quale convive insieme a lui (questa situazione configura la causa di non punibilità ex art. 649 c.p., comma 3);
3. Il giudice ritiene provato il fatto che l'imputato è un agente diplomatico accreditato presso il Capo dello Stato (l'imputato quindi beneficia dell'immunità diplomatica, istituto di diritto internazionale).

## Le opinioni della dottrina
Una parte della dottrina ritiene che la scelta del codice di presentare una molteplicità di formule assolutorie sia stata una scelta "non ragionevole". Secondo Paolo Tonini
(Paolo Tonini, Manuale di procedura penale)